# Nicolas Plestan
Nicolas Plestan (Nice, 2 juni 1981) is een Frans betaald voetballer die bij voorkeur in de verdediging speelt. Hij verruilde in augustus 2010 Lille OSC voor FC Schalke 04, waar hij voor drie jaar tekende. Daarmee werd hij de eerste Fransman in de hoofdmacht van Schalke ooit. Bij Schalke speelde hij slechts drie competitiewedstrijden en één Champions Leaguewedstrijd. Op 25 juni 2011 werd besloten om zijn contract dat nog doorliep tot 2013 te beëindigen. Sindsdien zit Plestan zonder club.
Voordien speelde Plestan voor onder meer AS Monaco.